# Capela de São João Batista (Lagos)
A Capela de São João Baptista, também conhecida como Ermida de São João Baptista, é um edifício religioso localizado na cidade de Lagos, em Portugal. Embora possa ter sido construída em 1174, os primeiros registos à sua existência só surgem no Século XIV. Foi profundamente modificada no século XVI, destruída no Sismo de 1755, e reconstruída nos inícios do século XIX.

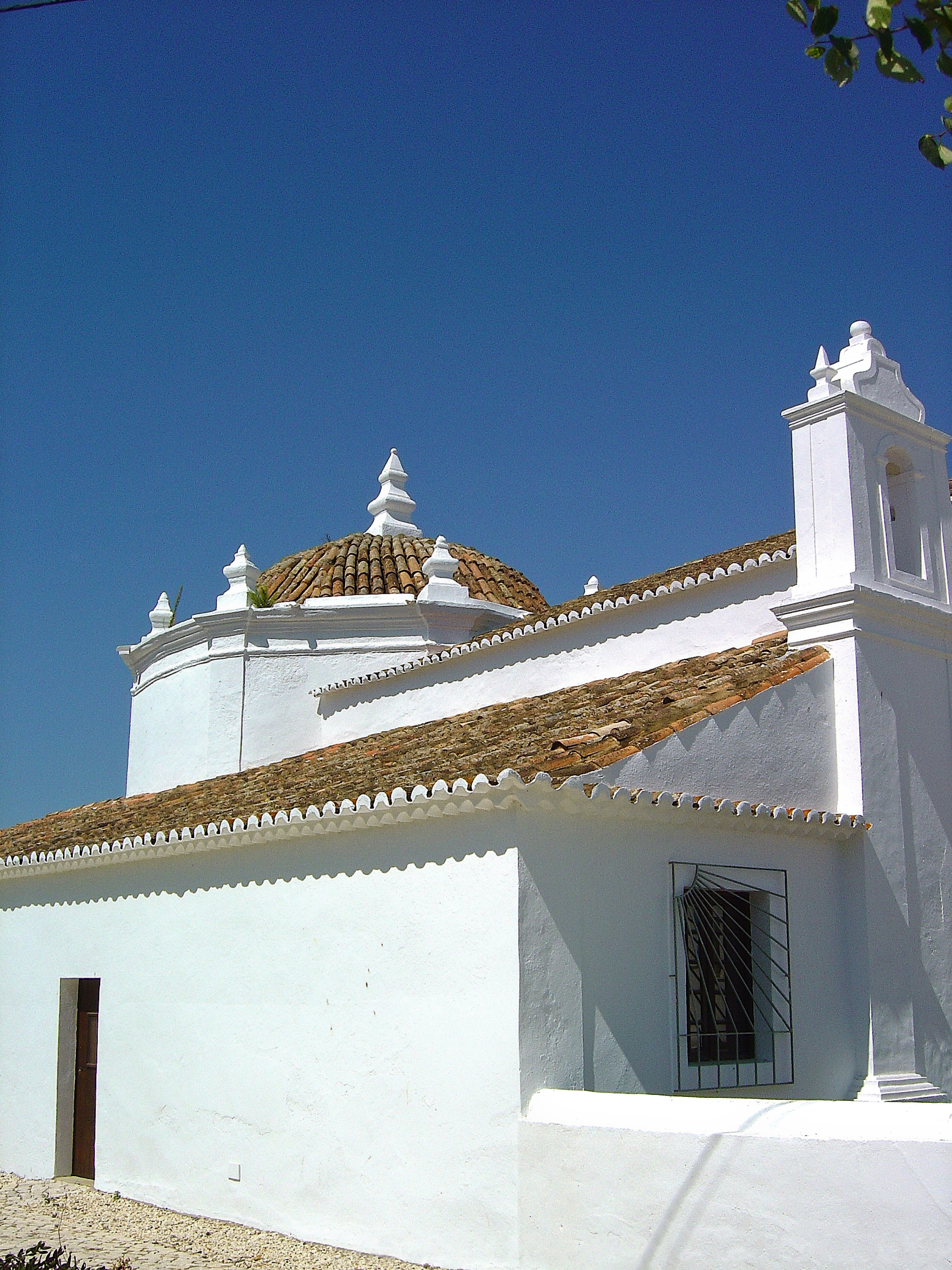
Alçado ocidental da capela, em 2007.

## Descrição

### Localização e composição
A capela está situada numa zona urbanizada em Lagos, junto à Ribeira de Bensafrim.
O edifício da capela em si, de pequenas dimensões, é composto por uma nave e uma capela-mor, organizadas de forma desarticulada. Grande parte do edifício apresenta uma aparência típica da primeira metade do século XVI, sendo a capela-mor considerada um dos principais exemplos da arquitectura daquele período no Algarve. Apresenta traça renascentista, com uma planta de forma oitavada, centralizada, rematada por uma cúpula ladeada por pináculos, marcando os ângulos das paredes. Este tipo de construção era típica das pequenas capelas devocionais, instaladas principalmente nas zonas rurais, e que apresentavam um estilo renascentista relativamente erudito. Junto à capela situam-se vários edifícios, construídos originalmente para servirem de sacristia, e que foram posteriormente reaproveitados. A fachada principal, provavelmente modificada nos inícios do século XIX, é rasgada por um um portal recto, encimado por um janelão disposto de forma vertical. Em cada lado da fachada existe uma torre sineira. Em Lagos existia um outro edifício com forma semelhante, a Capela de Nossa Senhora da Piedade, que foi demolida para a construção de um farol.
No interior destaca-se o retábulo-mor, no estilo Barroco, que é de dimensões consideráveis, e decorado com motivos de pâmpanos e dois pares de colunas torsas pseudo-salomónicas. Nas traseiras no edifífio, no sentido Nordeste, situa-se um conjunto de vários tanques de água e de uma nora.

### Classificação e conservação
No século XXI, o edifício apresenta alguns problemas de conservação no seu interior, como a porta barroca na nave, que estava quase em ruína, e o retábulo, que estava incompleto, devido ao apodrecimento de vários elementos. A capela não está protegida pelo governo português, uma vez que não foi considerada de valor patrimonial suficiente para ser classificada.

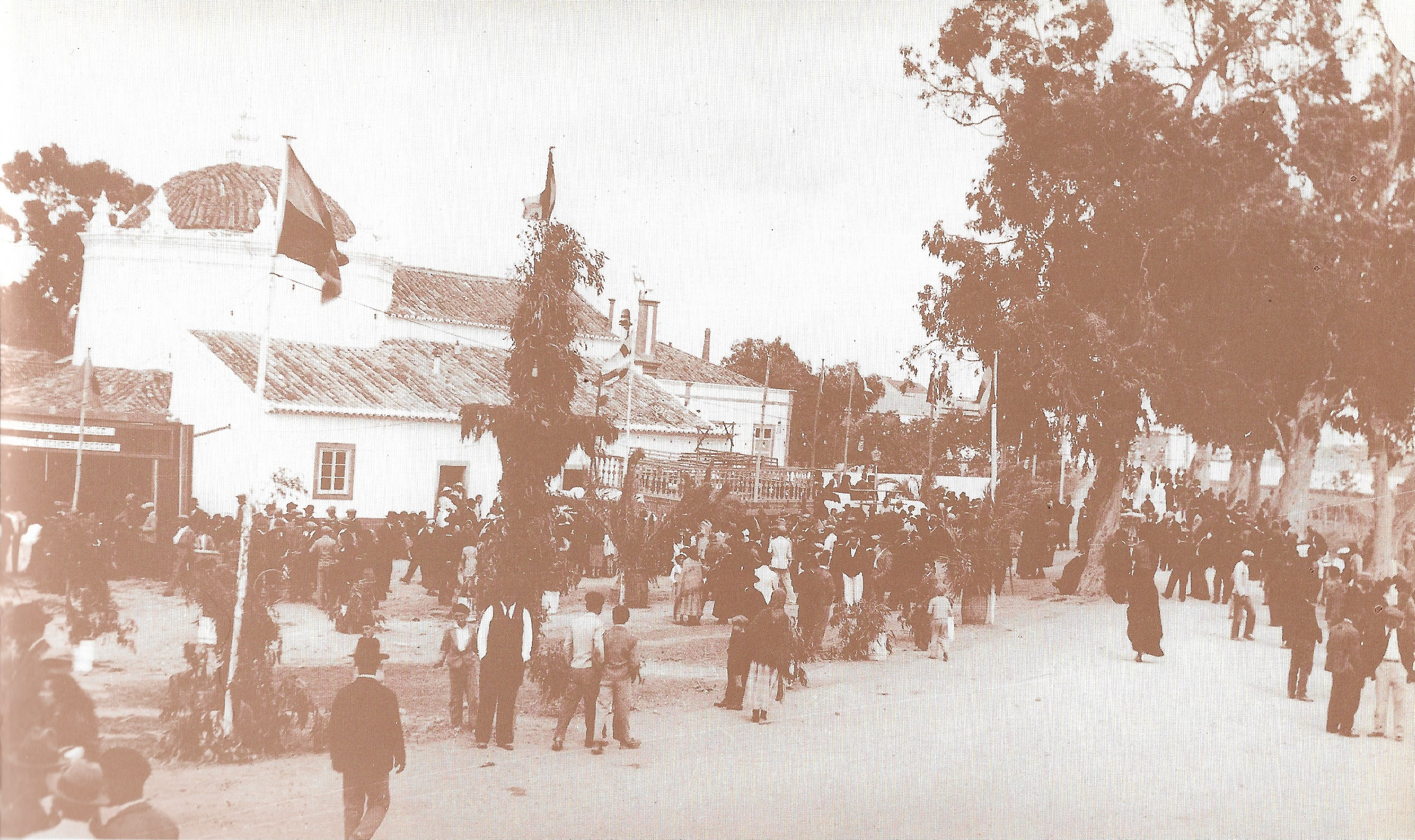
Postal antigo mostrando uma festa, provavelmente uma romaria, junto à capela. A fotografia é provavelmente anterior a 1920, data em que a alameda foi substituída por uma nova estrada.

## História

### Construção e remodelação
A ermida é origem medieval, tendo provavelmente sido fundada em 1174, de acordo com uma inscrição sobre a porta principal, que já desapareceu, além de vários relatos relativamente lendários. Caso esta data seja verídica, é um dos templos cristãos mais antigos na região do Algarve. Porém, a referência documental mais antiga à sua existência data de 1325. Devido à falta de articulação entre a nave e a capela-mor, esta poderá ter constituído originalmente um edifício próprio, talvez um morabito. O edifício estava situado numa zona que então fazia parte dos arrabaldes de Lagos, junto à estrada que rodeava o rio e seguia para Silves.
O edifício foi alvo de grandes obras de remodelação na primeira metade do século XVI, apresentando uma traça típica daquele período. Segundo o historiador Manuel João Paulo Rocha, na Câmara Municipal de Lagos existia um pergaminho referindo que o rei D. João III tinha ordenado em 16 de Março de 1536 que a autarquia organizasse nesta ermida uma cerimónia religiosa anual em 24 de Julho, que deveria ser acompanhada pelos membros da nobreza, e que fosse dada uma esmola de 320 réis. Esta última parte pode indicar que o edifício ainda estaria em obras, ou que estas tivessem sido concluídas recentemente. A parte da capela-mor acabou por permanecer como o único elemento de traça renascentista, já que o restante corpo do edifício passou por profundas obras de modificação. Com efeito, a capela está situada junto às margens da ria, numa zona muito húmida e que sofria frequentemente com inundações, o que acelerava a degradação do edifício, pelo que necessitava de obras regulares. A primeira foi ainda nos finais do século XVI, por iniciativa do Governador do Algarve. Entretanto, em Agosto de 1573, a capela terá sido visitada pelo rei D. Sebastião, durante a passagem do monarca pela vila de Lagos.

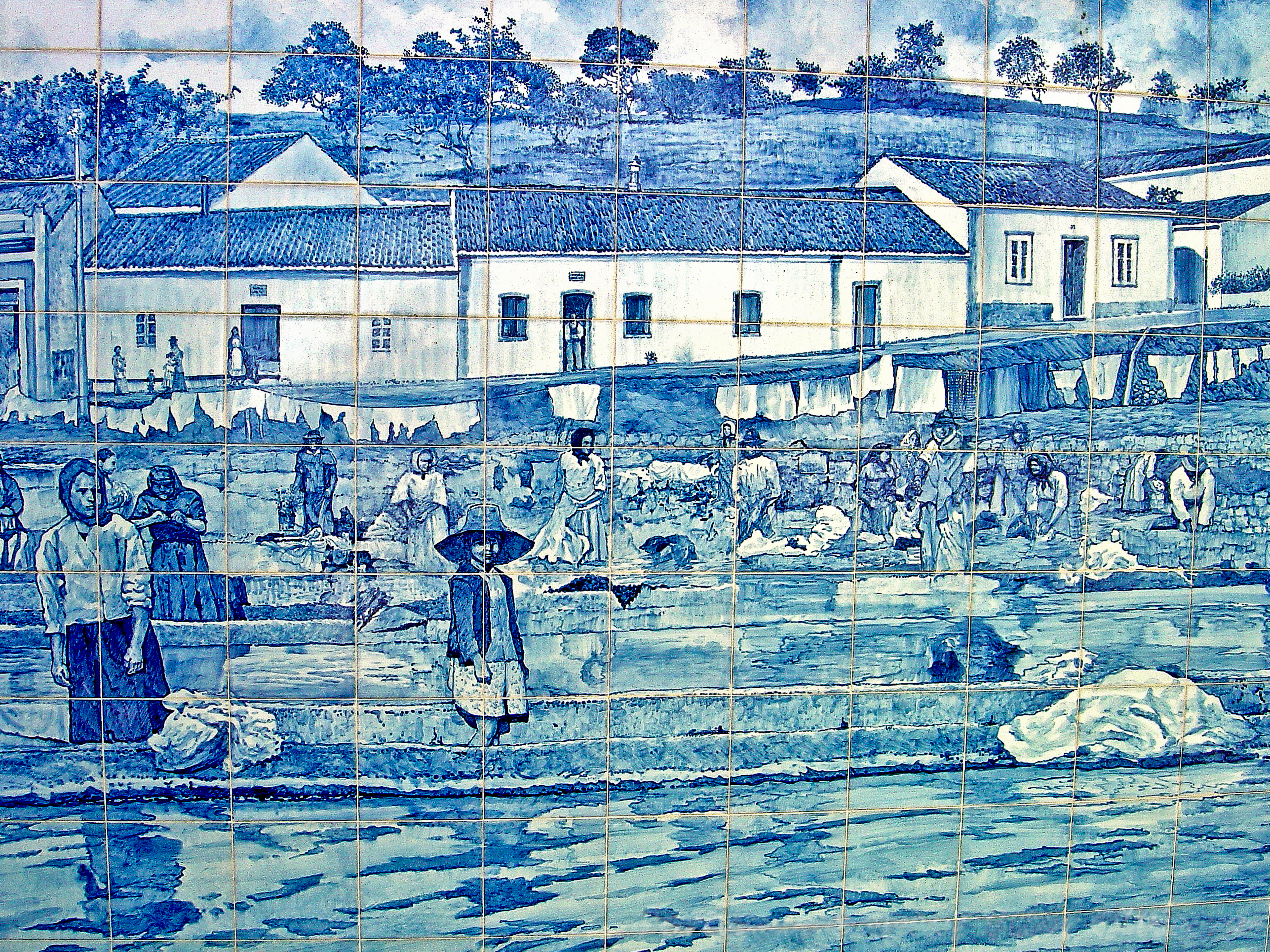
Painel de azulejos junto aos tanques de água, mostrando as lavadeiras a trabalhar, nos princípios do século XX.

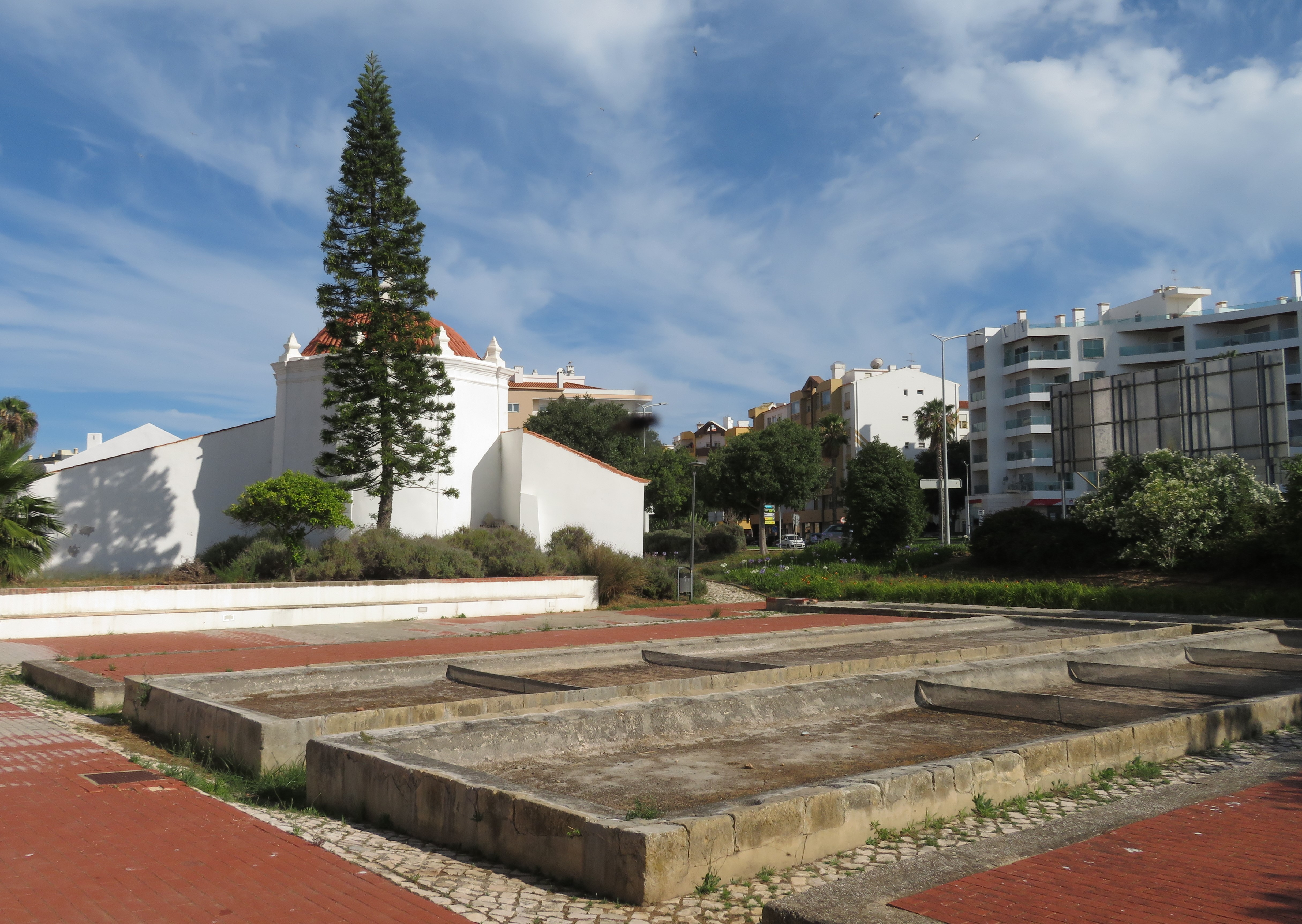
Tanques de água, 2023

### Séculos XVIII a XX
O edifício foi muito danificado pelo Sismo de 1755, principalmente pelos efeitos do maremoto. Porém, só foi reconstruído em 1805, tendo então sido feitas algumas modificações básicas e do ponto de vista utilitário, como o alteamento das paredes da nave, da portal principal e do elemento do pau de fileira, que ficou encastrado na cúpula, a instalação de uma janela para iluminar o coro, e a construção dos edifícios para as sacristias. O principal elemento que restou desta campanha de reconstrução é a fachada principal. Porém, nos dois séculos após as obras o edifício ficou num estado de semi-abandono, tendo deixado de ser um local para romarias.
Nos inícios do século XX, a zona da capela de São João Baptista ganhou fama entre os habitantes de Lagos como um local de passeio, e o próprio templo ainda estava em bom estado de conservação, com o adro decorado com flores e parreiras. Porém, em 1920 foi aberta uma nova estrada, que separou o edifício da antiga alameda de acesso à cidade, e em 1929 já a maior parte das árvores tinham sido derrubadas, enquanto que a capela estava ao abandono, com os edifícios anexos em ruínas. O complexo passou a ter outras utilizações, como taberna, enquanto que as antigas sacristias foram reaproveitadas, no século XX, como habitações particulares e como casa do aqueduto. Foram igualmente instalados vários tanques para a lavagem nas proximidades. A situação melhorou ligeiramente na segunda metade do século, com o assoreamento da ria, que permitiu o arranjo urbanístico da zona em redor, com a instalação de jardins e de um grupo de tanques para lavagem da roupa, junto à fachada posterior do edifício, e foram construídos novos anexos, que passaram a servir de sacristia. Em 1969, a capela foi atingida por um sismo, que a derrubou parcialmente.
Em 9 de Março de 1984, o Instituto Português do Património Cultural iniciou o processo para a classificação do imóvel, tendo o conselho consultivo proposto a sua classificação como Imóvel de Valor Concelhio. Porém, em 17 de Setembro de 2010 a Direcção Regional do Algarve propôs o arquivamento do processo, por considerar que o imóvel não tinha valor nacional, tendo o despacho para a revogação sido emitido em 7 de Outubro de 2010 pelo Instituto de Gestão do Património Arquitectónico e Arqueológico. Entretanto, em 1985 o edifício foi alvo de trabalhos de conservação. Em 1992 os arquitectos Rui Mendes Paula e Frederico Mendes Paula apresentaram um plano para a reabilitação da nora e dos tanques de água, que incluía a instalação de um auditório de forma circular, um quiosque com esplanada, uma área ajardinada, e um parque infantil. No entanto, este plano não foi aprovado pela autarquia, que em vez disso escolheu uma solução orientada para a rentabilidade, com a concessão de alvarás para a instalação de um edifício comercial e de loteamentos para urbanização. Em 1993, a autarquia fez obras na capela, que incluíram o levantamento de um pano em tijolo, que entaipou a porta do púlpito, a instalação de uma viga transversal para reforço, a instalação dos equipamentos eléctricos, a construção de sanitários, e a demolição de um muro de taipa em redor da capela-mor, que poderá ter sido parte de um pequeno alpendre em madeira.

### Século XXI
Em 2001 a autarquia fez obras de arranjo no adro, tendo aberto um novo acesso, e consolidou os tanques da lavagem da roupa.

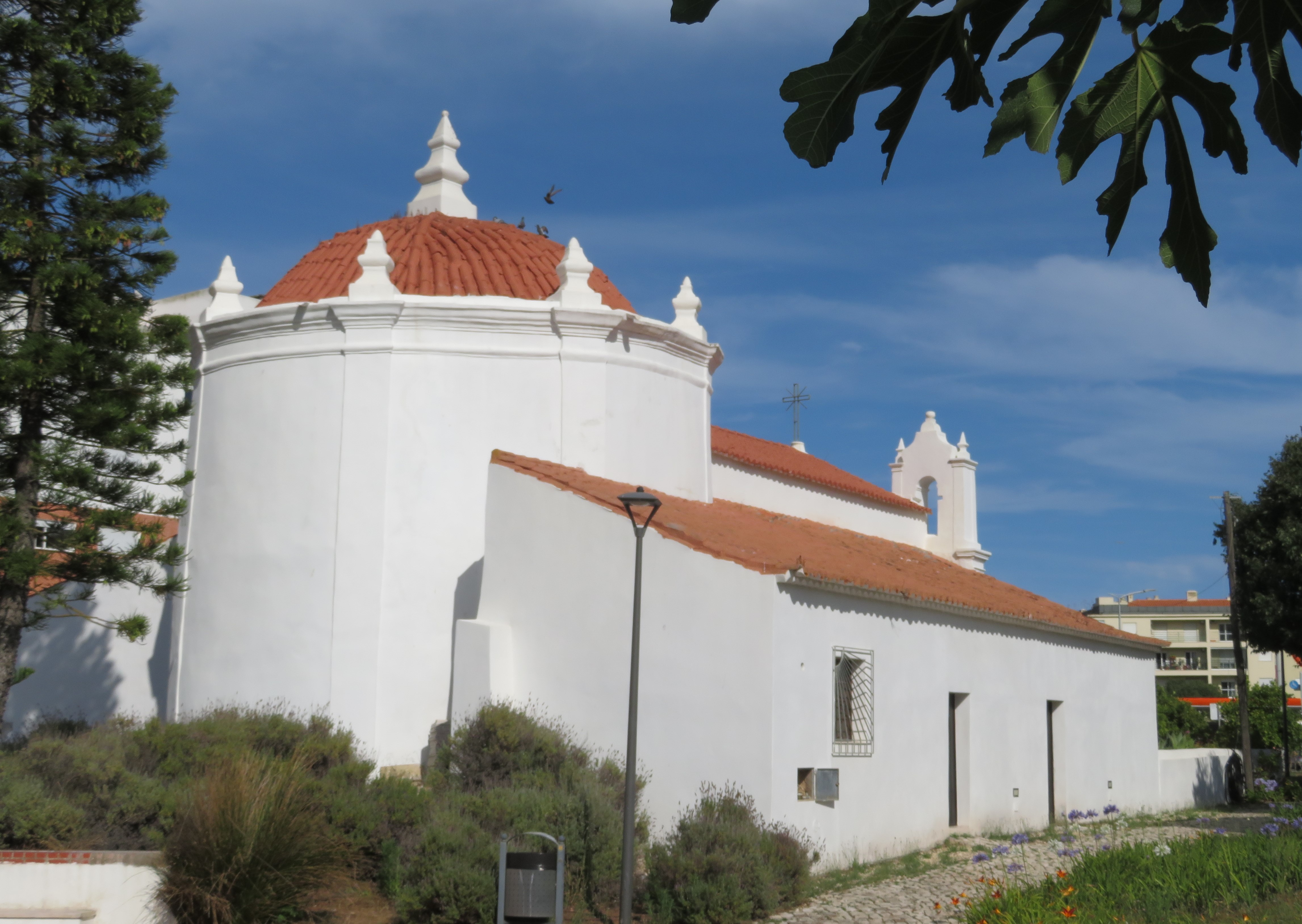
Fachada posterior da capela, mostrando a capela-mor, de forma octogonal.